# Longhorn (raza bovina)
Longhorn es una raza bovina de origen británico. A diferencia de la Texas Longhorn, que tiene los cuernos echados hacia arriba, la Longhorn británica tiene los cuernos echados hacia adentro. Su nombre científico es Bos (primigenius) taurus.

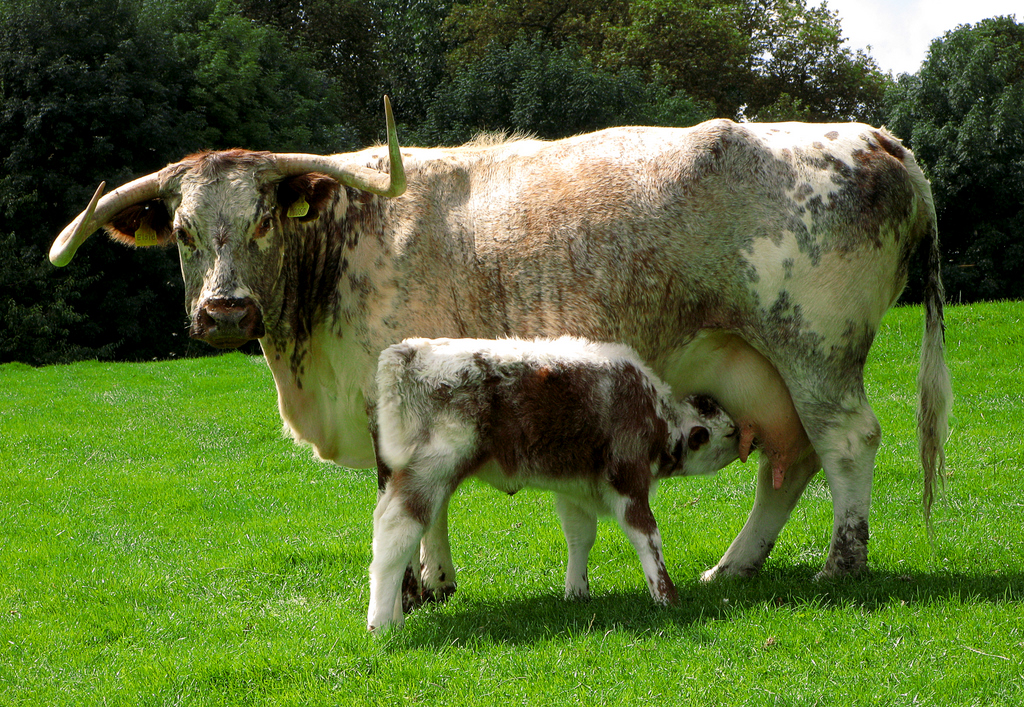
Longhorn británica

## Características
La Longhorn tiene cuernos  echados hacia adentro y un cuerpo fuerte que hace que tenga más fuerza que la 
Texas Longhorn ya que no tiene tanta cornamenta como la Texas Longhorn.

## Propósito
Esta raza es utilizada para tareas de campo y producción de carne.

## Sitios de mayor población
Actualmente esta raza de vaca vive en Estados Unidos,Texas,Norte América y Centro América.